# Hesperocharis crocea
Hesperocharis crocea is een vlindersoort uit de familie van de Pieridae (witjes), onderfamilie Pierinae.
Hesperocharis crocea werd in 1866 beschreven door H. Bates.